# Корина, Прасковья Тихоновна

Н. А. Пешкова. Портрет Прасковьи Тихоновны Кориной в чувашском наряде. — 1937 г.

Праско́вья Ти́хоновна Ко́рина (в девичестве — Петрова) (15 октября 1900, деревня Елань-Чишма Белебеевского уезда Уфимской губернии (ныне Ермекеевский район Башкортостана) — 20 октября 1992, Москва) — советский художник-реставратор, музеист. Супруга народного художника СССР Павла Корина и хранительница его памяти. Заведующая отделом исследования творчества народного художника СССР П. Д. Корина (филиала Государственной Третьяковской галереи), главный хранитель дома-музея П. Д. Корина. Художник-реставратор станковой масляной живописи высшей квалификации (1956). Работала по восстановлению картин Дрезденской галереи, спасённых во время Великой Отечественной войны.

## Биография
Уроженка села Ермолкина Белебеевского уезда (ныне Белебеевский район Башкортостана). После рождения Паня осталась без матери, росла в приемной семье. Приемная мать — родная сестра матери классика чувашской литературы Константина Иванова.
Училась в Слакбаше, где жила у родственников (родители Константина Иванова). В 1910 году Прасковья окончила Ермолкинскую женскую церковно-приходскую школу и в период учёбы в Слакбашской женской миссионерской школе по поручению Великой княгини Елизаветы Федоровны была переведена в Москву, в Марфо-Мариинскую обитель в качестве воспитанницы. Здесь Прасковья училась на помощника провизора. В 1916 году обучалась рисованию у художника Павла Корина, который в 1908—1917 годах вместе с М. В. Нестеровым расписывал стены Марфо-Мариинской обители.
В 1917 году получила диплом учительницы. В 1918 году — практикант в аптеке при обители, ученик аптекаря. Работала в аптеках Москвы до 1932 года. Одновременно с работой в аптеке занималась рисованием и живописью в группе П. Д. Корина, у него обучалась иконописи и реставрации.
В 1921 году вернулась на родину, увиделась с отцом. Он, по словам Марии Готлиб, сказал ей: «Желаю тебе счастья, жизни хорошей. Только запомни мои слова: где бы ты ни была, кем бы ты ни была, — возвысишься, упадешь в счастье и несчастье, — помни, что ты чувашка, никогда не забудь».
В 1926 году Павел Дмитриевич и Прасковья Тихоновна обвенчались в церкви на Арбате.
С 1933 года занималась реставрацией станковых картин под руководством П. Д. Корина, работала по договорам в различных музеях, в том числе в Музее нового западного искусства, на с/х выставке.
С ноября 1936 года зачислена в Государственный музей
изобразительных искусств им. А. С. Пушкина, где проработала (с перерывами) до 1959 года.
В 1937 году художник Надежда Пешкова (сноха писателя Максима Горького) написала портрет Прасковьи Кориной в чувашском наряде. Хранится в Чувашском государственном художественном музее в Чебоксарах.
В 1942 году в составе бригады реставраторов под руководством П. Д. Корина участвовала в реставрации плафона Большого театра. С 1945 года — реставрация и консервация полотен из Дрезденской галереи и вернувшихся из эвакуации картин из собрания музея. В числе отреставрированных ею картин: «Динарий кесаря» Тициана, «Вирсавия» Рубенса, «У источника» Энгра, «Бородинская битва» Рубо, фрески Владимирского собора в Киеве.
С 1959 года — пенсионерка. Продолжала активную работу, в том числе помогала супругу П. Д. Корину в организации выставки в Нью-Йорке в 1965 году.
С 1968 года, с образованием дома-музея П. Д. Корина — заведующая, главный хранитель, с 1990 года — зав. отделом исследования творчества П. Д. Корина.